# Marine du Ghana
La Marine du Ghana est la marine de guerre branche navale militaire des Forces armées du Ghana. La marine ghanéenne, avec l'armée ghanéenne et l'armée de l'air ghanéenne, composent les forces armées ghanéennes  qui sont contrôlées par le ministère ghanéen de la Défense.

## Histoire
Le noyau de la marine ghanéenne est la Gold Coast Naval Volunteer Force formée pendant la Seconde Guerre mondiale. Elle avait été créée par l'administration coloniale britannique pour effectuer des patrouilles vers la mer afin de s'assurer que les eaux côtières de la colonie étaient exemptes de mines. Après l'accession du Ghana au statut de nation indépendante le 6 mars 1957, l'armée du pays a été réorganisée et élargie pour relever ses nouveaux défis . Une nouvelle force de volontaires a été mobilisée en juin 1959 avec son siège à Sékondi dans la région occidentale du Ghana. Les hommes étaient issus du régiment d'infanterie de la Gold Coast et étaient sous le commandement d'officiers de la Royal Navy en détachement temporaire.
Le 29 juillet 1959, la marine du Ghana a été créée par une loi du Parlement ghanéen. La force avait deux divisions basées respectivement à Sékondi et Accra. Le 1er mai 1962, la marine britannique a créé une équipe de formation des services interarmées britanniques, changeant ainsi la nature de ses relations avec la marine du Ghana. Le premier chef d'état-major de la marine était le capitaine A. G. Forman (en), un officier de la marine britannique à la retraite. Il a obtenu une commission présidentielle en tant qu'officier de marine ghanéen au grade de commodore. En septembre 1961, Kwame Nkrumah mis fin à l'emploi d'officiers britanniques dans les forces armées : le premier ghanéen à devenir chef d'état-major de la marine a été le contre-amiral David Anumle Hansen (en), qui a été muté de l'armée ghanéenne pour diriger la marine.

## Organisation et rôle
La structure de commandement de la marine ghanéenne comprend le quartier général de la marine au Burma Camp (en) à Accra. Il existe trois commandements opérationnels : le Commandement naval occidental à Sékondi, le Commandement naval de l'est à Tema et le Commandement de la formation navale à Agota .
La marine ghanéenne remplit un large éventail de rôles. Ceux-ci comprennent : 
- Le suivi, le contrôle et la surveillance des activités de pêche,
- Présence maritime dans les eaux ouest-africaines et appui naval dans la région et les zones de crise sur demande,
- Surveillance, patrouille et contrôle efficaces des eaux territoriales et de la zone économique du Ghana,
- Opérations d'évacuation de ressortissants ghanéens et d'autres ressortissants de zones en difficulté,
- Combattre et contrôler les activités criminelles telles que la piraterie en mer, la contrebande de drogues illicites, les passagers clandestins et les activités de dissidences,
- Opérations de secours en cas de catastrophe et humanitaire, recherche et sauvetage et autres missions de grâce en mer
- Assistance aux autorités civiles telles que la police du Ghana, l'Autorité du fleuve Volta, la Commission électorale du Ghana, l'Autorité des ports du Ghana.

## Flotte
| Classe Type                                               | Origine                               | Mis en service    | Nombre            | Nom N° coque                                                       | Photo |
| --------------------------------------------------------- | ------------------------------------- | ----------------- | ----------------- | ------------------------------------------------------------------ | ----- |
| Classe Snake Patrouilleur                                 | China Poly Group Chine                | Février 2012      | 4                 | GNS Blika (P34) GNS Geringa (P35) GNS Chemle (P36) GNS Ehwor (P37) |       |
| Classe Balsam Patrouilleur de l'United States Coast Guard | États-Unis                            | Transféré en 2001 | 2                 | GNS Anzone (P30) GNS Bonsu (P31)                                   |       |
| Classe Chamsuri Patrouilleur côtier                       | Hyundai Heavy Industries Corée du Sud | Transféré en 2011 | 1                 | GNS Stephen Otu (P33)                                              |       |
| Classe Albatros (en) Navire d'attaque rapide              | Lürssen Allemagne                     | Transféré en 2010 | 2                 | GNS Sebo (P27) GNS Dzata (P31)                                     |       |
| Classe Guépard Navire d'attaque rapide                    | Allemagne                             | Transféré en 2012 | 2                 | GNS Yaa Asantewaa (P38) GNS Naa Gbewaa (P39)                       |       |
| Classe Defender (en) Bateau semi-rigide                   | United States Coast Guard États-Unis  | Transféré en 2012 | 3 (2008) 4 (2010) |                                                                    |       |

### Autres navires
- GNS Achimota (P28) : Navire amiral de la marine ghanéenne. Navire de patrouille de classe FPB 57 de construction ouest-allemande (Lancé : 14 mars 1979, mis en service: 27 mars 1981)
- GNS Yogaga (P29) : Navire de patrouille de classe FPB 57 de construction allemande (1979)
- GNS David Hansen : Nommé d'après David Animle Hansen, premier chef d'état-major ghanéen de la marine ghanéenne. Un seul bateau de patrouille côtière PB Mk III de la marine américaine de 20 m de long, construit dans les années 1970 et transféré au Ghana en 2001.
- Le 10 décembre 2010, la marine ghanéenne a reçu six nouveaux hors-bords avec des accessoires complets de la Croix-Rouge du Ghana pour faciliter sa mission de sauvetage dans le pays.